# Aeroportul Empress
Aeroportul Empress (IATA: YEA, ICAO: CYEA) este un aeroport din Alberta, Canada.
Situat la o altitudine de 674 m, aeroportul dispune de o singură pistă.